# Vladimír Krno
Vladimír Andrej Krno (21. června 1874 Čerenčany – 10. března 1955 Partizánska Ľupča) byl slovenský a československý politik, meziválečný starosta Bratislavy a senátor Národního shromáždění ČSR za Republikánskou stranu zemědělského a malorolnického lidu.

## Život
Narodil se v Čerenčanech č. p. 36 do rodiny místního evangelického faráře Andreje Krna a křtil jej drienčanský farář a sběratel lidových pověstí Pavol Dobšinský. Absolvoval gymnázia v Rimavské Sobotě a Prešpurku (dnešní Bratislavě) a vystudoval práva na Budapešťské univerzitě (už během studií v Budapešti byl místopředsedou tamního slovenského studentského spolku).
Působil jako advokát v Penzinku a od roku 1923 v Bratislavě. Ještě před první světovou válkou se sblížil s hnutím hlasistů. Byl stoupencem Vavro Šrobára. Během války byl aktivní v slovenském odboji. Po válce byl ředitelem Hospodářské banky v Trnavě. Za první republiky byl též přísedícím státního soudu, členem správního výbor advokátské komory a předsedou Svazu vinařských spolků. Působil i jako člen Štefánikovy společnosti. Publikoval v periodikách. V roce 1926 vydal Občanský soudní řád.
Zastával funkci čestného předsedy organizace agrární strany v Bratislavě. V letech 1930–1939 byl starostou Bratislavy. Do funkce usedl v únoru 1930 poté, co odstoupil Ľudovít Okánik.
Po parlamentních volbách v roce 1929 získal za Republikánskou stranu zemědělského a malorolnického lidu senátorské křeslo v Národním shromáždění. Mandát ale nabyl až dodatečně roku 1933 jako náhradník poté, co zemřel senátor Cyrill Pivko. V senátu setrval do roku 1935. Profesně je uváděn jako starosta Bratislavy.